# St. Sebastian (Kiefersfelden)

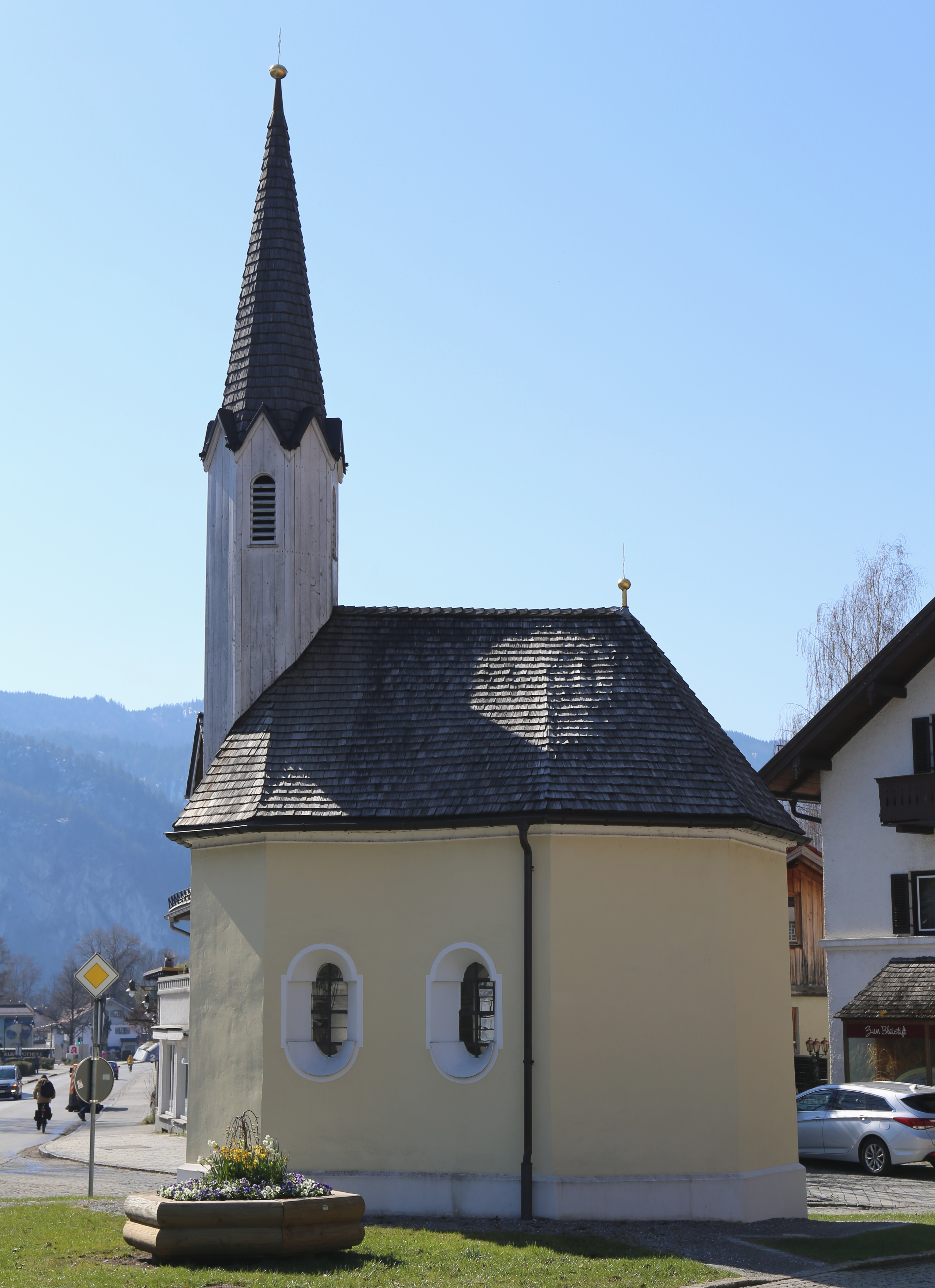
Kapelle St. Sebastian in Kiefersfelden

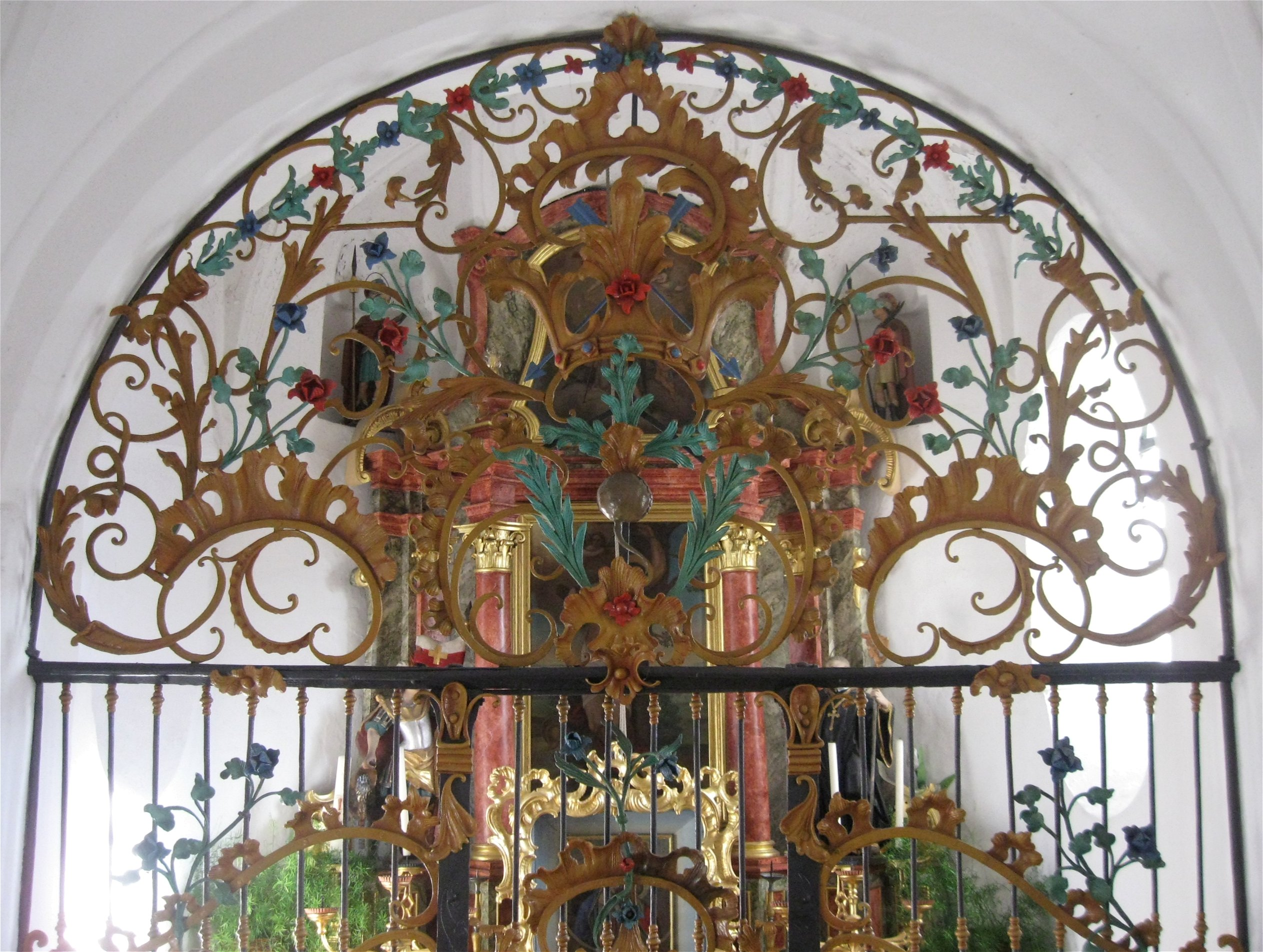
Innenansicht

Die römisch-katholische Kapelle St. Sebastian steht in Kiefersfelden, einer Gemeinde im oberbayerischen Landkreis Rosenheim. Das Bauwerk ist in der Liste der Baudenkmäler in Kiefersfelden als Baudenkmal unter der Nr. D-1-87-148-3 eingetragen.

## Beschreibung
Der polygonale Zentralbau mit dem östlich angeschlossenen Chor mit Fünfachtelschluss wurde um 1635 errichtet. Im 19. Jahrhundert erhielt die Kapelle den achteckigen hölzernen Dachreiter mit einem spitzen Helm. In dem Geschoss unter dem Dachhelm ist der Glockenstuhl eingebaut.
Den Innenraum schließt nach oben eine Kuppel ab. Der von den Skulpturen des heiligen Sebastian und des Rochus von Montpellier flankierte Altar wurde um 1820 aufgestellt. Auf der Predella ist die Mutter vom guten Rat dargestellt.